# جويل غودن
جويل غودن هو سياسي كندي، ولد في 14 مارس 1965 في بوبريه في كندا. نشط حزبياً في حزب المحافظين الكندي. في الانتخابات الفيدرالية الكندية 2015، انتخب عضو مجلس العموم الكندي عن دائرة بورتنوف جاك كارتييه ‏ وقد انضم خلال فترته النيابية ‏ (19 أكتوبر 2015 – ) للكتلة البرلمانية حزب المحافظين الكندي.